# أرنولد جاي ليفين
أرنولد جاي ليفين (بالإنجليزية: Arnold J. Levine) هو عالم أحياء جزيئية وعالم كيمياء حيوية وأستاذ جامعي أمريكي، ولد في 30 يوليو 1939 في بروكلين في الولايات المتحدة.

## وصلات خارجية
- أرنولد جاي ليفين على موقع إن إن دي بي (الإنجليزية)